# Шторков (Марк)
Шторков (њем. Storkow) град је у њемачкој савезној држави Бранденбург. Једно је од 38 општинских средишта округа Одер-Шпре. Према процјени из 2010. у граду је живјело 9.268 становника. Посједује регионалну шифру (AGS) 12067481.

## Географски и демографски подаци
Шторков се налази у савезној држави Бранденбург у округу Одер-Шпре. Град се налази на надморској висини од 37 метара. Површина општине износи 180,0 km². У самом граду је, према процјени из 2010. године, живјело 9.268 становника. Просјечна густина становништва износи 51 становника/km².